# Кадјер ет Камбо
Кадјер ет Камбо (фр. Cadière-et-Cambo) насеље је и општина у јужној Француској у региону Лангдок-Русијон, у департману Гар која припада префектури Виган.
По подацима из 2011. године у општини је живело 205 становника, а густина насељености је износила 17,13 становника/km². Општина се простире на површини од 11,97 km². Налази се на средњој надморској висини од 240 метара (максималној 862 m, а минималној 190 m).

## Демографија
| 1962. | 1968. | 1975. | 1982. | 1990. | 1999. | 2011. |
| ----- | ----- | ----- | ----- | ----- | ----- | ----- |
| 127   | 140   | 127   | 151   | 163   | 183   | 205   |

График промене броја становника у току последњих година